# Unterwasserhöhlen von Nanumanga
Die Unterwasserhöhlen von Nanumanga (engl.: Caves of Nanumanga bzw. Fire Caves of Nanumanga) sind Unterwasserhöhlen vor der Nordküste von Nanumanga in Tuvalu im westlichen Polynesien. Sie wurden 1986 von zwei Tauchern entdeckt. Die Höhlen liegen zwischen 37 und 46 m (121-151 ft) unter dem Meeresspiegel. Sie liegen am Fuß einer Korallenklippe. Dunkle Stellen am Dach der Höhle und geschwärzte Korallenfragmente auf dem Grund sprechen dafür, dass dort in vorgeschichtlicher Zeit Menschen gelebt haben.

## Legenden
Eine lokale Legende, nach der es ein „Großes Haus unter Wasser“ („a large house under the sea“) gebe, hatte die Neugier der Taucher geweckt.

### Historische Einordnung
Man vermutet, dass die Höhle vor ca. 8.000 Jahren oberhalb der Wasserlinie lag, im Gegensatz zu einer früher verbreiteten Ansicht, dass der Pazifik erst vor ca. 6.000 Jahren besiedelt wurde.
Archäologische Befunde wurden nach der Entdeckung in Frage gestellt, da klimatische Beweise fehlten. Vor ca. 18.000 Jahren bis vor ca. 4.000 Jahren kam es zu einem andauernden Anstieg des Meeresspiegels. In dieser Zeit ging der größte Teil von Beweisen für frühere menschliche Besiedlung im Gebiet des Pazifiks in den Fluten unter.
John Gibbons und andere glauben, dass die pazifische Region mit den Tuvalu-Inseln von „boat people“ besiedelt wurde, die durch den Anstieg des Ozeans aus ihren Heimatgebieten bei Indonesien und in Südostasien vertrieben wurden. Die bekannte Welt der Pazifik-Archäologie endet abrupt an einem zeitlichen Horizont vor ca. 6.000 Jahren, dem frühesten nachweisbaren Datum von bestimmten Scherben von Lapita-Keramik. Die Keramik findet sich in Küstenregionen im ganzen Südwest-Pazifik von den Marquesas im Osten bis Neukaledonien im Süden und den Karolinen im Norden.